# Axel Kei
Axel Kei (30 december 2007) is een Ivoriaans voetballer die onder contract ligt bij Real Salt Lake.

## Carrière
Kei werd geboren in Ivoorkust, maar verhuisde op jonge leeftijd naar Brazilië, waar zijn vader voetbalde. Later verhuisde de familie naar de Verenigde Staten. Daar sloot hij zich aan bij de jeugdopleiding van Real Salt Lake. Op 8 oktober 2021 maakte hij zijn officiële debuut in het eerste elftal van partnerclub Real Monarchs in de competitiewedstrijd tegen Colorado Springs Switchbacks (0-0). Kei was toen amper 13 jaar, 9 maanden en 9 dagen oud en werd zo de jongste atleet ooit die in een professionele wedstrijd in een Amerikaanse teamsport in actie kwam.
Op 22 september 2022 maakte Kei zijn officiële debuut in het eerste elftal van Real Salt Lake: in de Leagues Cup-wedstrijd tegen Atlas Guadalajara (1-2-verlies) liet trainer Pablo Mastroeni hem tijdens de rust invallen. De aanvaller was toen 14 jaar, 8 maanden en 23 dagen oud. Op 14 oktober 2023 maakte hij z'n debuut in de Major League Soccer: tegen LA Galaxy mocht hij zes minuten voor tijd invallen. Met zijn 15 jaar en 289 dagen werd hij de vierde jongste speler ooit in de MLS.

## Statistieken
| Seizoen     | Club           | Competitie       | Competitie | Competitie | Competitie | Beker | Beker | Beker | Internationaal | Internationaal | Internationaal | Totaal | Totaal | Totaal |
| Seizoen     | Club           | Competitie       | Wed.       | Dlp.       | Ass.       | Wed.  | Dlp.  | Ass.  | Wed.           | Dlp.           | Ass.           | Wed.   | Dlp.   | Ass.   |
| ----------- | -------------- | ---------------- | ---------- | ---------- | ---------- | ----- | ----- | ----- | -------------- | -------------- | -------------- | ------ | ------ | ------ |
| 2021        | Real Monarchs  | USL Championship | 1          | 0          | 0          | 0     | 0     | 0     | —              | —              | —              | 1      | 0      | 0      |
| 2022        | Real Monarchs  | MLS Next Pro     | 13         | 3          | 1          | 0     | 0     | 0     | —              | —              | —              | 13     | 3      | 1      |
| Club totaal | Club totaal    | Club totaal      | 14         | 3          | 1          | 0     | 0     | 0     | 0              | 0              | 0              | 14     | 3      | 1      |
| 2022        | Real Salt Lake | MLS              | 0          | 0          | 0          | 0     | 0     | 0     | 1              | 0              | 0              | 1      | 0      | 0      |
| Club totaal | Club totaal    | Club totaal      | 0          | 0          | 0          | 0     | 0     | 0     | 1              | 0              | 0              | 1      | 0      | 0      |
| TOTAAL      | TOTAAL         | TOTAAL           | 14         | 3          | 1          | 0     | 0     | 0     | 1              | 0              | 0              | 15     | 3      | 1      |